# Lafayette megye (Louisiana)
Lafayette megye az Amerikai Egyesült Államokban, azon belül Louisiana államban található. Megyeszékhelye Lafayette, legnagyobb városa Lafayette. Lakosainak száma 241 753 fő (2020. április 1.). Lafayette megye Saint Landry, St. Martin, Iberia, Vermilion és Acadia megyékkel határos.

## Népesség
A megye népességének változása:
| Lakosok száma | 222 152 | 224 247 | 226 886 | 230 845 | 240 098 | 241 753 |
|               | 2010    | 2011    | 2012    | 2013    | 2015    | 2020    |